# サミュエル・インコーム
サミュエル・インコーム（Samuel Inkoom、1989年6月1日 - ）は、ガーナ・セコンディ・タコラディ出身の元同国代表サッカー選手。現役時代のポジションはDFで、主に右サイドバックでプレーした。

## クラブ経歴
2006年に地元セコンディ・タコラディのクラブ、セコンディ・ハサーカスFCでデビュー。2008年1月にアサンテ・コトコSCへ移籍。2008年夏にはFCバルセロナからのオファーが報じられた。
2009年4月26日に移籍金70万ドル、3年契約でスーパーリーグのFCバーゼルへ移籍することに合意。同年7月21日のFCザンクト・ガレン戦でバーゼルでのデビューを飾った。1年目からレギュラーに定着し、リーグ、カップ戦の2冠に貢献。2010年9月15日にはCFRクルージュ戦でUEFAチャンピオンズリーグデビューを果たし、10月19日のASローマ戦ではCL初ゴールを挙げた。
2011年1月26日にウクライナのFCドニプロへ完全移籍した。
2013年1月31日、フランスのSCバスティアにレンタル移籍。
2014年1月、プラタニアスFCにレンタル移籍した。
2014年9月、D.C. ユナイテッドに移籍した。
2015年6月11日、ボアヴィスタFCに移籍した。
2016年1月6日、アンタルヤスポルに移籍した。
2017年2月24日、FCヴェレヤ・スタラ・ザゴラに移籍した。

## 代表経歴
2008年11月20日のチュニジア戦でガーナ代表デビュー。その後、U-20ガーナ代表として2009年のアフリカユース選手権やFIFA U-20ワールドカップの優勝に貢献。U-20ワールドカップ決勝のブラジル戦のPK戦では2人目のキッカーとしてPKを決めた。
2010 FIFAワールドカップのガーナ代表に選出された。グループリーグ3試合では出番がなかったものの、決勝トーナメント1回戦のアメリカ戦で先発に抜擢され、ガーナの初のベスト8進出に貢献。続くウルグアイ戦にも出場したが、後半29分に途中交代。チームはPK戦の末、敗れた。
2011年2月9日のトーゴとの親善試合で代表初得点を記録。

## 代表歴

### 出場大会
- ガーナ代表
  - 2010 FIFAワールドカップ
  - 2014 FIFAワールドカップ

### 試合数
- 国際Aマッチ 44試合 1得点（2008年-2014年）[4]

| ガーナ代表 | 国際Aマッチ | 国際Aマッチ |
| 年         | 出場        | 得点        |
| ---------- | ----------- | ----------- |
| 2008       | 1           | 0           |
| 2009       | 7           | 0           |
| 2010       | 12          | 0           |
| 2011       | 7           | 1           |
| 2012       | 10          | 0           |
| 2013       | 5           | 0           |
| 2014       | 2           | 0           |
| 通算       | 44          | 1           |

## タイトル

### クラブ
バーゼル
- スーパーリーグ : 2009-10
- スイス・カップ : 2009-10

### 代表
- アフリカユース選手権 優勝 : 2009
- FIFA U-20ワールドカップ 優勝 : 2009
- アフリカネイションズカップ2010 準優勝
- 2010 FIFAワールドカップ ベスト8